# Giuseppe de Santis
Giuseppe de Santis (Fondi, 11 de febrero de 1917-Roma; 16 de mayo de 1997) fue un director de cine italiano, uno de los representantes del neorrealismo italiano que siguió a la Segunda Guerra Mundial.

## Biografía

### Infancia y juventud
Hijo de Oreste (un reputado geómetra) y de Teresa Goduti, desde muy joven se interesó por la literatura. Compuso y publicó relatos que trataban de la vida campesina y familiar. Entre 1935 y 1940 estudió Filosofía y Letras en Roma, aunque abandonó pronto la facultad para dedicarse a su auténtica vocación: la cinematografía.
En esa época se relacionaba con un grupo de jóvenes intelectuales, que se agrupaban en torno a la revista Meridiano di Roma y alrededor de la Galería de Arte Cometa, que dirigía el poeta Libero de Libero. El grupo elaboraba por aquella época una poética y una visión artística global volcada hacia la interdisciplinariedad y marcada por la racionalidad y la concreción: precisamente fueron estos principios los que Giuseppe De Santis comprendió que podían ser ilustrados mejor utilizando el cine. En aquella época, la situación del cine italiano era deprimente, a causa de la limitación autárquica decretada por el fascismo contra la importación de películas extranjeras. Ante esa situación, un grupo de intelectuales reunidos en torno a la revista quincenal Cinema(que dirigía Vittorio Mussolini), en la que ya en 1940 tuvo Giuseppe De Santis una sección fija. De ese grupo formaban parte jóvenes con talento como Carlo Lizzani, Gianni Puccini, Antonio Pietrangeli. Esta revista es en parte responsable de la reunión de fuerzas partidarias de la cultura y contrarias al fascismo que tras la guerra contribuirá a la renovación del cine italiano.

### Carrera cinematográfica
Durante los 40 De Santis acudió al Centro Experimental de Cinematografía, en el que se diplomó con brillantez y en donde pudo llevar a cabo sus primeras pruebas de dirección. Por esa época, trabó conocimiento con un importante grupo de jóvenes romanos ya implicados en la lucha clandestina antifascista, entre los que estaba Pietro Ingrao. Este grupo fue determinante para su orientación política, ya que como militante del PCI trató los problemas de la clase obrera y de los campesinos.

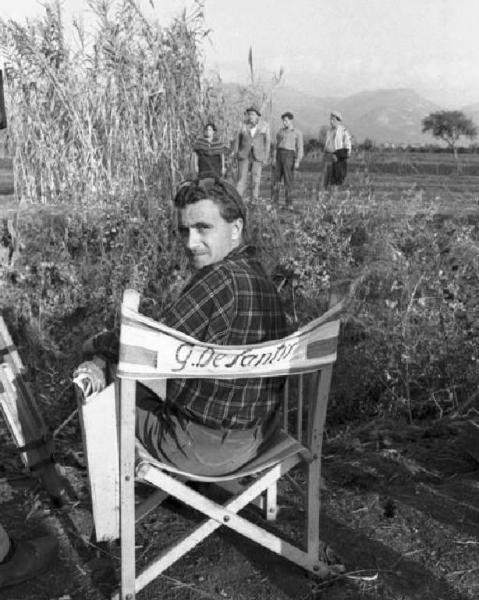
Giuseppe De Santis durante el rodaje de la película Días de amor (1954)

Tras algunas colaboraciones con directores consagrados como Visconti (en Obsesión /  Ossessione, película en la que incluso firmó el guion) y Rossellini (en Desiderio), dirige su primer largometraje en 1948, Caza trágica, que por los temas que trata (la lucha entre los campesinos de una cooperativa y un grupo de terratenientes), el ritmo de drama popular, sin olvidar por ello las exigencias narrativas americanas (escenas abigarradas y dramáticas, erotismo, etc.), inaugura la época del neorrealismo, a la que De Santis contribuye por medio de un riguroso análisis de las fuerzas sociales, una visión directa de la realidad humana y social (a menudo contrata a los actores entre la gente del lugar), pero fundamentalmente superando los modos didácticos de la cinematografía soviética y la ideología de la literatura nacional-popular con un uso original de la cámara, que reproducía cadencias y ritmos narrativos propios del cine americano.
Estas características son en gran parte responsables del éxito de su siguiente película, Arroz amargo (1949), en la que narra la dura lucha por la vida de las recolectoras de arroz, en una historia que integra el análisis político marcado por la lucha de clases en la esfera privada de los protagonistas. En su hábil dirección destaca la interpretación de Silvana Mangano. Por esta película, De Santis y Carlo Lizzani obtienen la nominación de Hollywood para el Oscar al mejor guion.
Los mismos temas, con un fondo de una sociedad campesina aún primitiva y conflictiva, la de su pueblo natal, aparecen en su siguiente película, Non c’è pace tra gli ulivi (1950). Con Roma, hora once, inspirado en un suceso que había tenido mucha repercusión que sucedió en Roma (1952), y Un marito per Anna Zaccheo (1953), que analiza la vida y los problemas de una criada preocupada porque su gran belleza representa un obstáculo para la vida sencilla a la que aspira, De Santis deja momentáneamente los temas ciudadanos y burgueses, en una Italia que en medio de la reconstrucción se orienta siempre más hacia la forma de vida americana. Su dirección destaca sobre todo por el uso original de la grúa y por la técnica del pan focus, con la que domina el movimiento amplio, aunque controlado, y en especial el movimiento de masas.
Con Días de amor (1954) y Hombres y lobos (1956) vuelve a los temas habituales. En especial, Días de amor es su primera película en color y gana la Concha de Plata en el III Festival Internacional de Cine de San Sebastián. 
Con La strada lunga un anno, que rueda en 1958 en Istria empieza la crisis del director: crisis de inspiración, cansancio, incapacidad de renovarse profundamente en un período histórico muy crítico para la izquierda, que no consigue asimilar los acontecimientos negativos del comunismo soviético (desestalinización, represión sangrienta de la revolución en Hungría en 1956...) Pero todo el filón del neorrealismo entra en crisis, dejando espacio a la comedia 'a la italiana'. 
La siguiente etapa en la dirección de De Santis se inicia con La garçonnière (1960) en donde narra la aventura extraconyugal de un hombre que, desilusionado, acaba volviendo al seno familiar; seguirá con Italiani brava gente (1964), una coproducción italo-soviética sobre la retirada de Rusia de las tropas italianas, en la que de modo más subrepticio reaparece la ideología en forma de rebelión de los trabajadores de todas las partes contendientes contra la guerra, y termina con Un apprezzato professionista di sicuro avvenire (1972), un melodrama basado en los temas que habían triunfado en la comedia «a la italiana». Pero el director no es capaz de adaptarse a las nuevas tareas, y la película carace de garra, a pesar de estar dirigida y montada con la habitual maestría.

## Filmografía (parcial)
- 1942 - La gata (La gatta) (cortometraje)
- 1945 - Giorni di gloria
- 1947 - Caza trágica (Caccia tragica)
- 1949 - Arroz amargo (Riso amaro)
- 1950 - Non c'e pace fra gli ulivi
- 1951 - Roma, hora once (Roma ore 11)
- 1953 - Un marito per Anna Zaccheo
- 1954 - Días de amor (Giorni d'amore)
- 1956 - Hombres y lobos (Uomini e lupi)
- 1957 - La strada lunga un anno
- 1960 - La garçonnière
- 1964 - Italiani brava gente
- 1972 - Un apprezzato professionista di sicuro avenire
- 1995 - Oggi è un altro giorno

## Premios y distinciones
Premios Óscar
| Año  | Categoría                          | Película            | Resultado |
| ---- | ---------------------------------- | ------------------- | --------- |
| 1951 | Mejor argumento                    | Arroz amargo        | Nominado  |
| 1959 | Mejor película de habla no inglesa | El camino de un año | Nominado  |

Festival Internacional de Cine de Venecia
| Año  | Categoría            | Película             | Resultado |
| ---- | -------------------- | -------------------- | --------- |
| 1947 | Mejor film italiano  | Caza trágica         | Ganador   |
| 1995 | León de Oro Especial | León de Oro Especial | Ganador   |

Festival Internacional de Cine de San Sebastián
| Año  | Categoría                      | Película     | Resultado |
| ---- | ------------------------------ | ------------ | --------- |
| 1955 | Concha de Plata al mejor color | Días de amor | Ganador   |
| 1955 | Mejor director                 | Días de amor | Ganador   |